# Corythoxestis cyanolampra
Corythoxestis cyanolampra là một loài bướm đêm thuộc họ Gracillariidae. Nó được tìm thấy ở Nam Phi.
Ấu trùng ăn Burchellia bubalina. Chúng ăn lá nơi chúng làm tổ. The mine has the form of an extremely long, narrow, irregularly contorted, purely epidermal gallery on upperside of leaf.